# Ten Days of Dawn 2002
Die Ten Days of Dawn 2002 (auch Iran Fajr International 2002 genannt) im Badminton fanden Anfang Februar 2002 statt.

## Sieger und Platzierte
| Disziplin    | Gold                                | Silber                              | Bronze                             |
| ------------ | ----------------------------------- | ----------------------------------- | ---------------------------------- |
| Herreneinzel | Golam Reza Bagheri                  | Theodoros Velkos                    | Ali Shahhosseini                   |
| Herreneinzel | Golam Reza Bagheri                  | Theodoros Velkos                    | Arash Abdul Mohamadian             |
| Dameneinzel  | Behnaz Perzamanbin                  | Iva Vrova Al-Katrib                 | Nərgiz Mehdiyeva                   |
| Dameneinzel  | Behnaz Perzamanbin                  | Iva Vrova Al-Katrib                 | Anna Nazaryan                      |
| Herrendoppel | Ali Shahhosseini Farhad Solaimani   | Arash Abdul Mohamadian Omid Kara Mi | Giorgos Patis Theodoros Velkos     |
| Herrendoppel | Ali Shahhosseini Farhad Solaimani   | Arash Abdul Mohamadian Omid Kara Mi | Golam Reza Bagheri Jalal Eskandare |
| Damendoppel  | Setaesh Afshordi Behnaz Perzamanbin | Faranak Kherabady Bahareh Mahmodieh | Ruzanna Hakobyan Anna Nazaryan     |
| Damendoppel  | Setaesh Afshordi Behnaz Perzamanbin | Faranak Kherabady Bahareh Mahmodieh | Iva Vrova Al-Katrib Hadil Kareem   |